# Герхарт, Николаус
Николаус Герхарт (нем. Niсоlaus Gerhaert, также Никлас Герхарт ван Лейден (нем.  Niclas Gerhaert van Leyden, ок. 1420, Лейден ? — 28 июня 1473 Винер-Нойштадт) — немецкий скульптор по камню и резчик по дереву позднего средневековья, эпохи поздней готики и начала Северного Возрождения. Художник голландского происхождения, работал в Южной Германии, Швабии, в Страсбурге и Вене. Его творчество оказало влияние на позднеготическую швабскую школу.

## Биография
Кроме сведений о его отдельных произведениях, данные биографии практически отсутствуют. Герхарт, возможно, родился в Лейдене около 1420 года. Исходя из мест, где находятся его произведения, становится известно, что он много путешествовал, в 1462 году он жил в немецкой области Трир, в 1463—1467 годах в Страсбурге, Бадене, Констанце и 1467 году переехал в Вену. Значительная часть его произведений утеряна, или же его авторство документально не подтверждено. Наиболее известные работы созданы в предельно краткий период 1460-х годов. В 1473 году он уже умирает. «Это десятилетие наполнено интенсивной деятельностью. Произведения этого времени представляют собой зрелые работы вполне сформировавшегося, выдающегося мастера… Несомненно то, что творческие начала Николауса Герхарта следует искать в нидерландско-бургундском кругу, даже если Лейден и не был его родиной».
Одна из его наиболее известных работ в настоящее время находится в Музее изобразительных искусств Нотр-Дам в Страсбурге (Эльзас, Франция). Это бюст задумавшегося мужчины (1467), который считается автопортретом. Умер 28 июня 1473 в Винер-Нойштадт (ныне Австрия).
Произведения Герхарта отличаются «удивительно тонкой, одухотворённой пластикой», хотя по большей части и выполнены из твёрдого камня. Этот контраст материала и духа создаёт особенную ауру его произведений. В таких произведениях поражает «жизненность образа». В связи с эпитафией (надгробным портретом) каноника Конрада де Бузнанга работы Герхарта «исследователи вспоминают образ каноника ван дер Пале в алтарной картине Яна ван Эйка в музее города Брюгге. И это сходство касается не только черт лица. Герхарт умел в скульптуре передать то граничащее с чудом чувство материальности, которого достиг в живописи Ян ван Эйк и которое доставляет современному зрителю такое наслаждение».
Последователями Николауса Герхарта, или испытавшими его влияние, были Михель Эрхарт, Фейт Штос, Ганс Мульчер, Йорг Сирлин, Тильман Рименшнейдер.

## Галерея

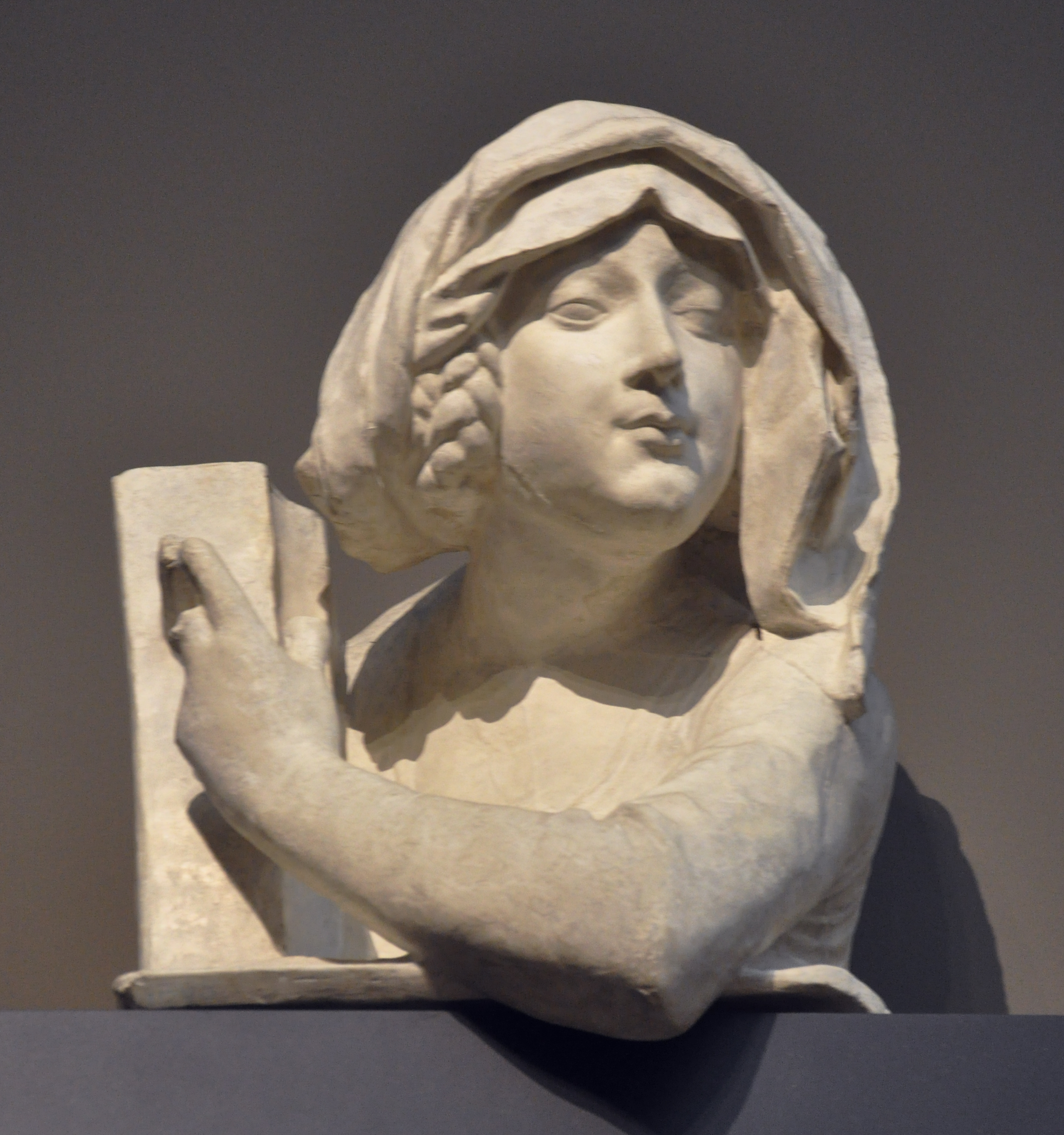
Сивилла (Bärbel von Ottenheim). Слепок с разрушенного портала Старой канцелярии Страсбурга. 1463—1464. Песчаник. Либиг-хаус, Франкфурт-на-Майне
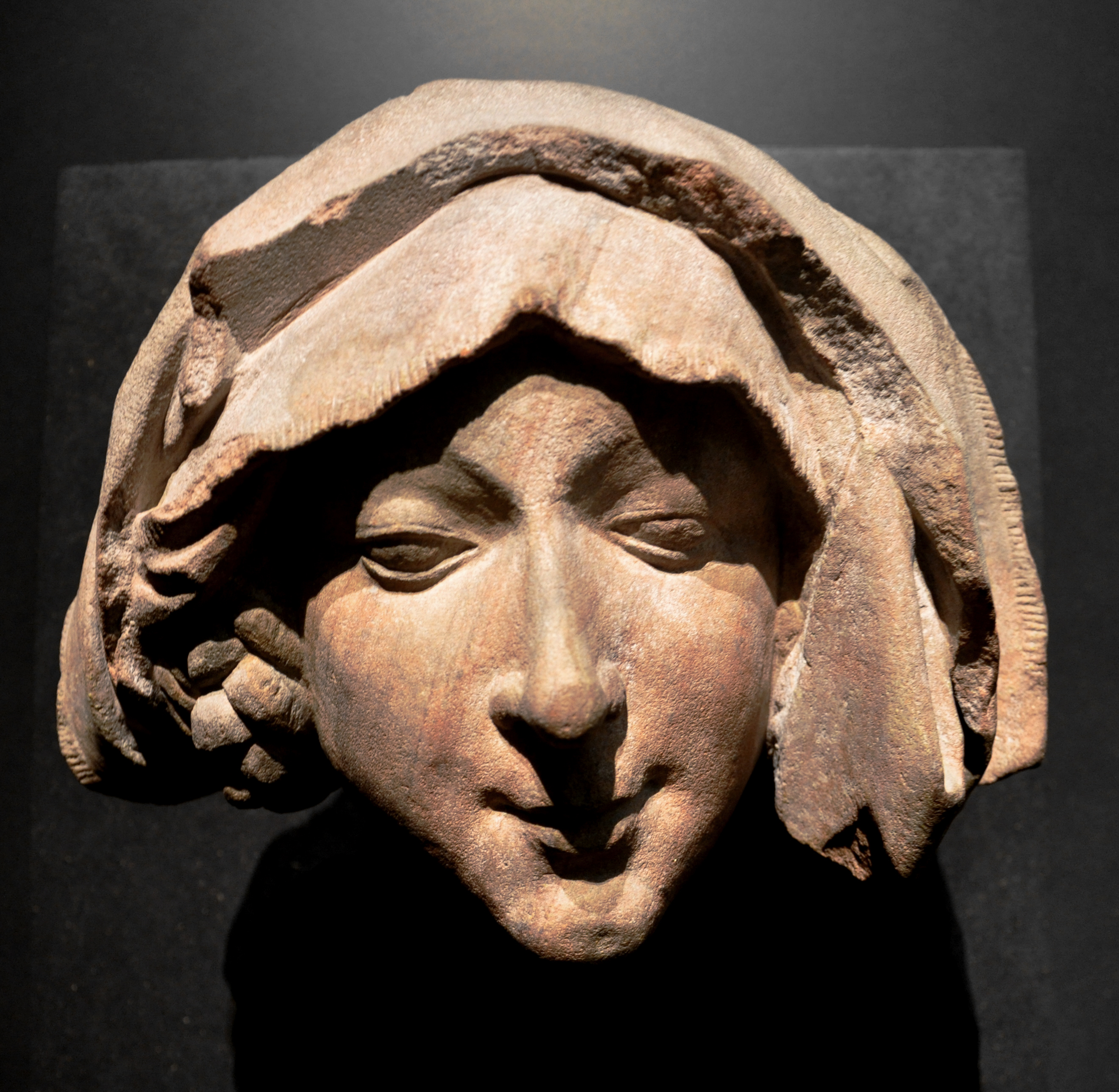
Голова сивиллы. 1463—1464. Песчаник. Либиг-хаус, Франкфурт-на-Майне
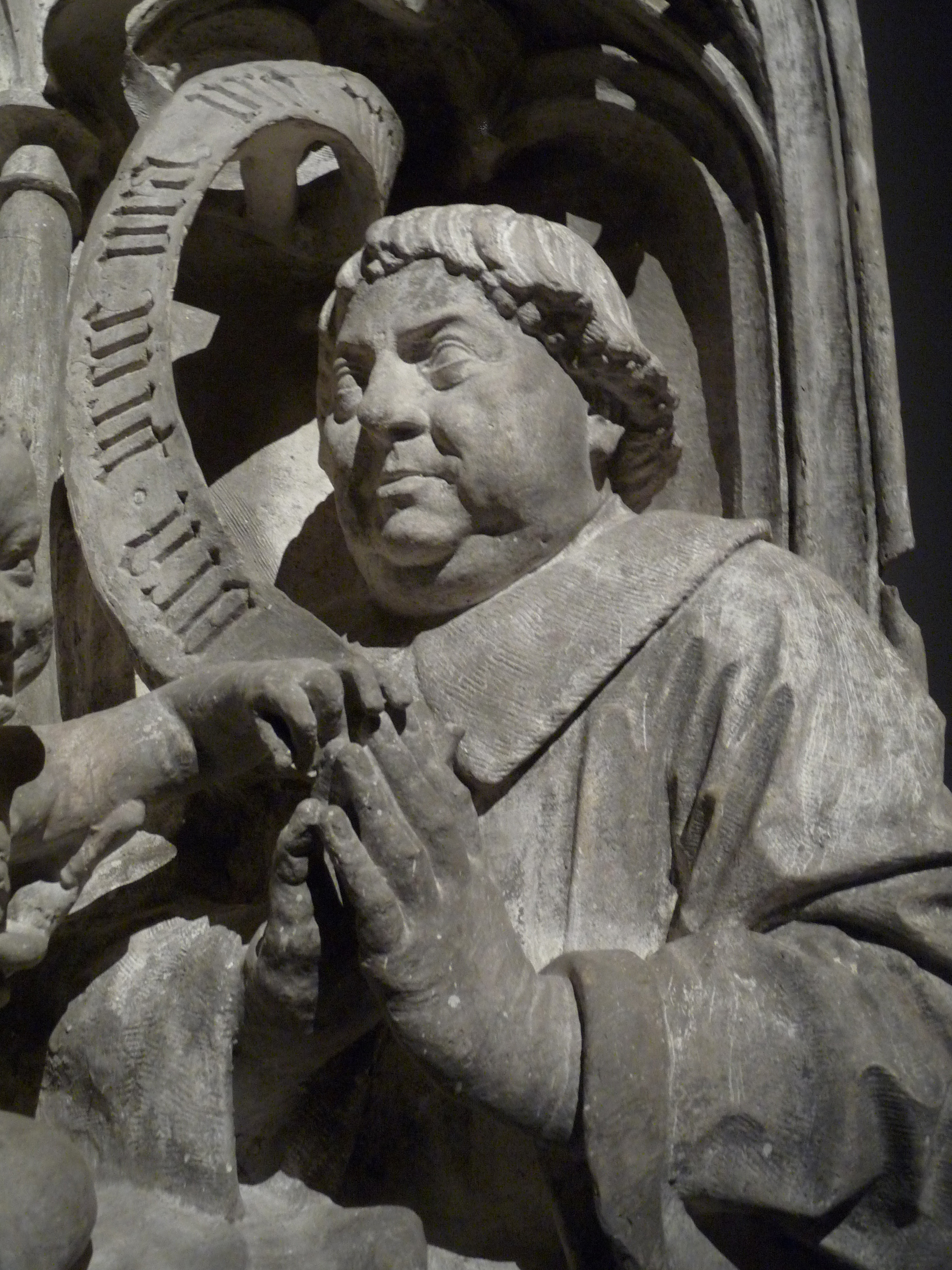
Эпитафия каноника Конрада де Бузнанга. Деталь. 1464. Камень. Собор, Страсбург
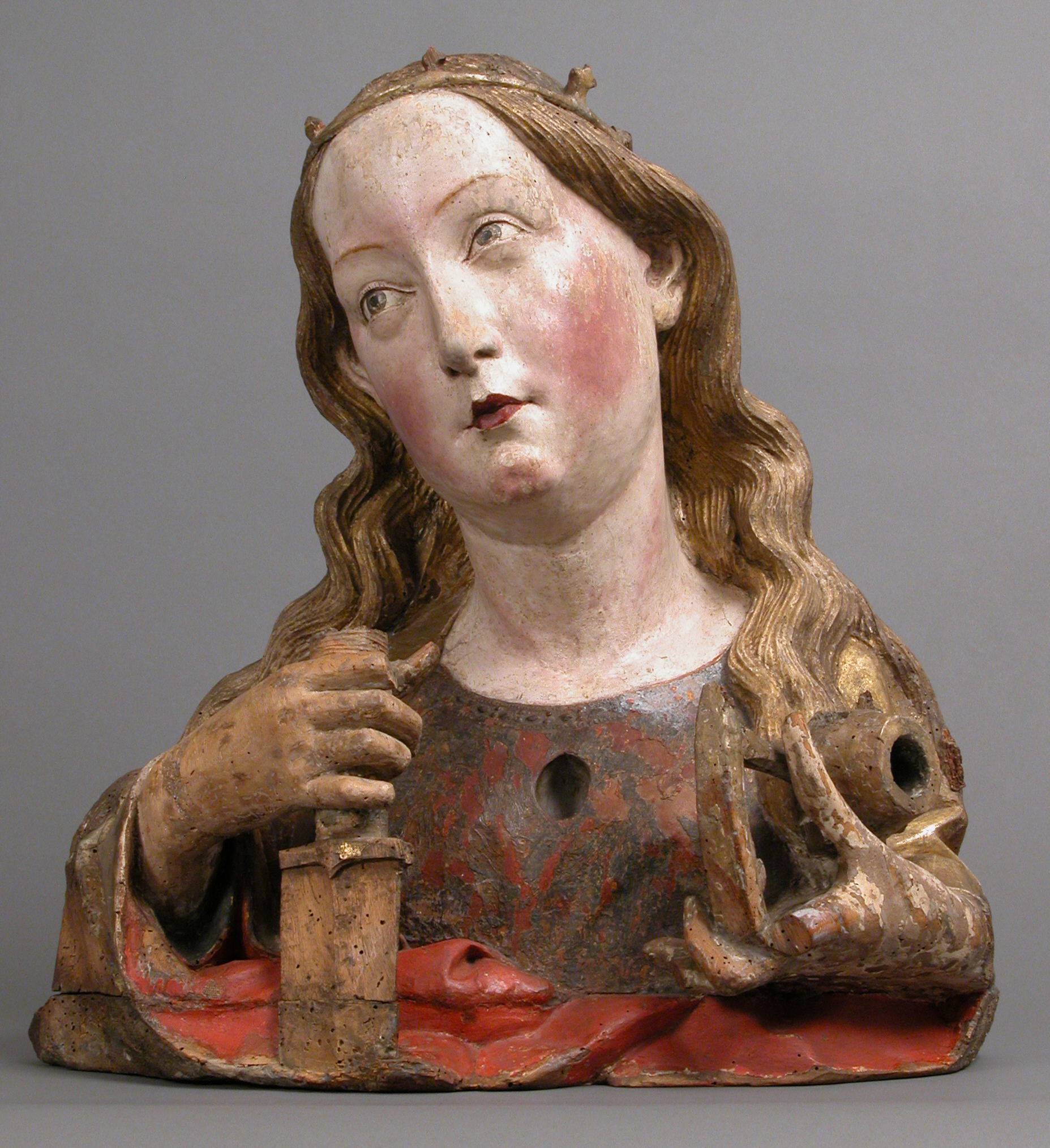
Бюст-реликварий Святой Екатерины Александрийской. Ок. 1465. Дерево, роспись. Метрополитен-музей, Нью-Йорк
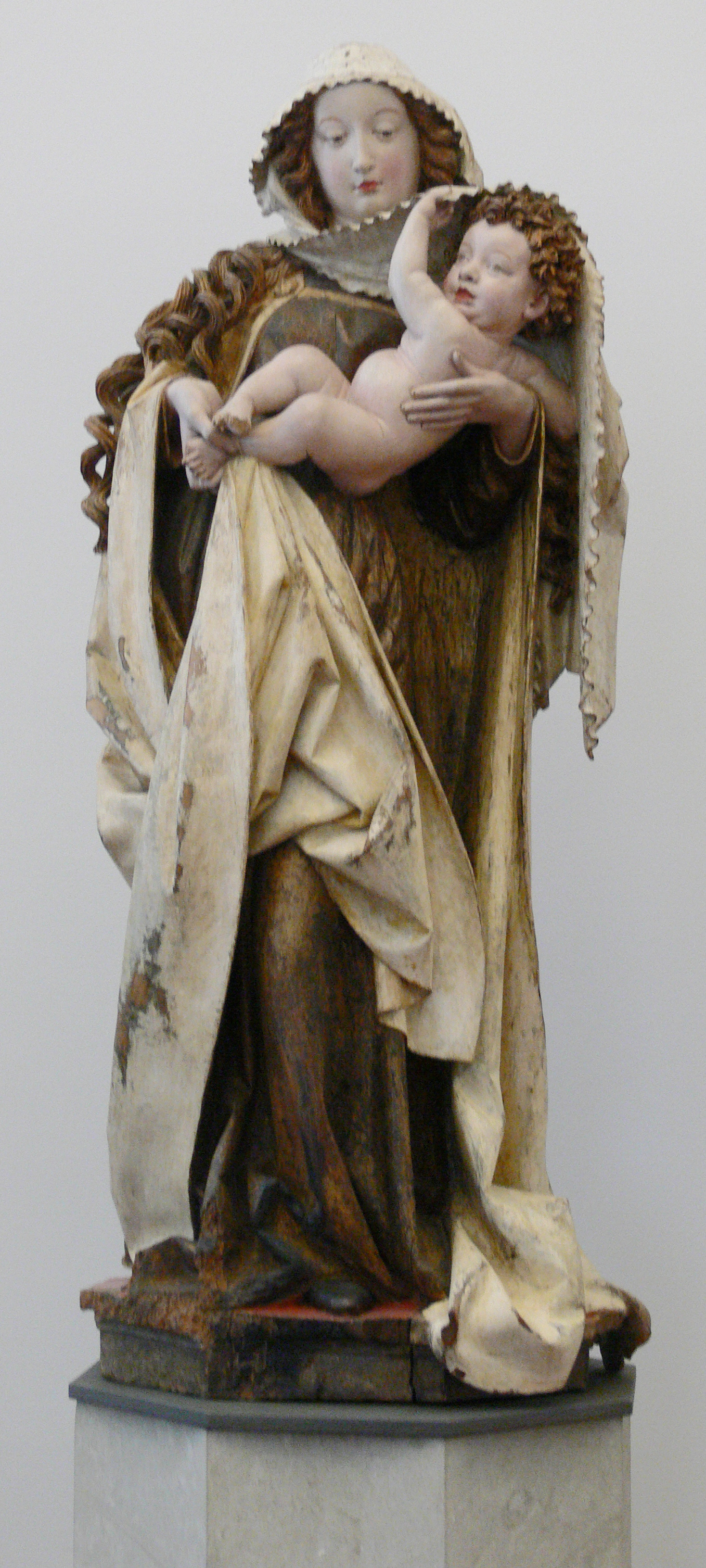
Мадонна Дангольсхаймера. 1460-е. Дерево, роспись. Музей Боде, Берлин
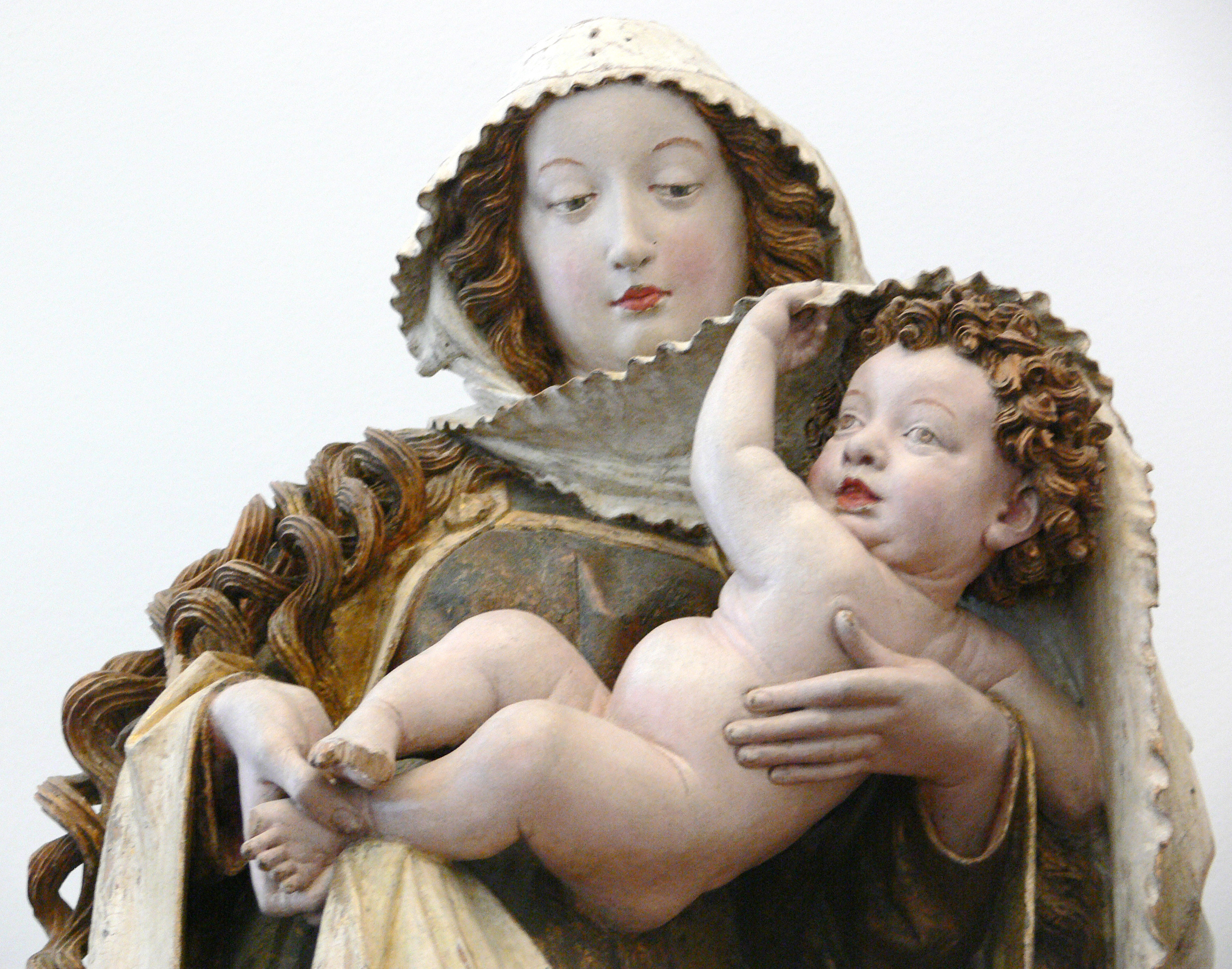
Деталь скульптуры
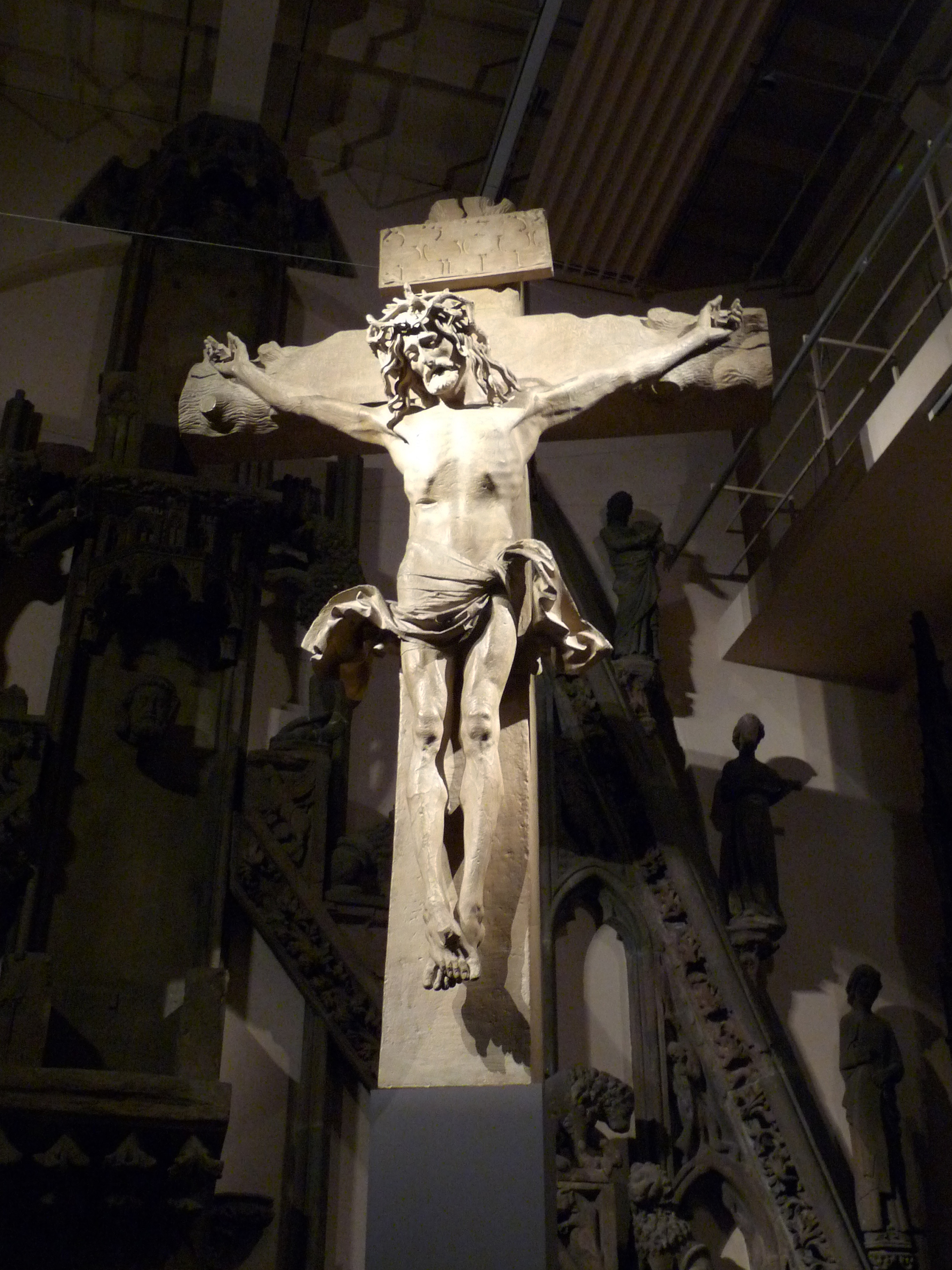
Распятие. 1467. Музей Коллегиальной церкви Баден-Бадена